# Line 6

Logo

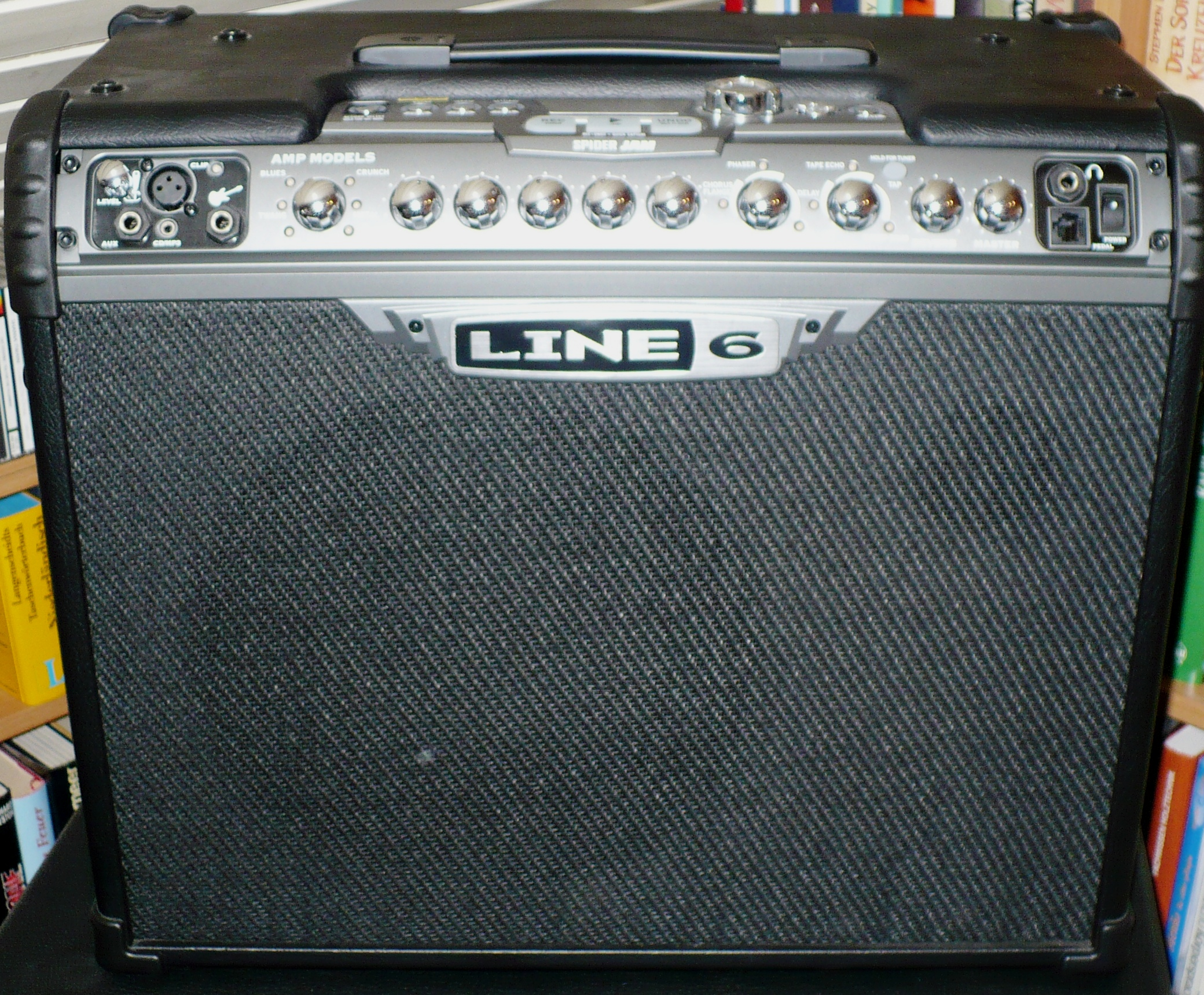
Line 6 Spider Jam Combo

Line 6 ist ein 1996 gegründetes Unternehmen mit Hauptsitz in Agoura Hills, Kalifornien, USA. Das amerikanische Unternehmen bietet eine breite Produktpalette von Software über Musik-Effektgeräte, Verstärker, Modelling-Gitarren, Aufnahmegeräte sowie digitale Funkmikrofone und Drahtlos-Systeme für Gitarre und Bass an.

## Ampmodelling und Gitarreneffekte
Das erste Hardwareprodukt von Line 6 kam 1996 auf den Markt: „AxSYS 212“ nannte sich der erste „Guitar Modeling Amp“ des Unternehmens. Dieser Verstärkertypus bildet den Klang von verschiedenen klassischen und modernen Gitarrenverstärkern, Effektpedalen, Gitarrenboxen und Mikrophonen digital berechnet und möglichst nah am analogen Vorbild nach. Aus diesem ersten Modell entwickelte sich im Verlauf der Zeit eine ganze Familie von Verstärkern für die E-Gitarre und den Bass. Zusätzlich werden Effektgeräte angeboten, die sich auch an analogen Vorbildern orientieren. Im Jahre 2009 wurde die Angebotspalette um Drahtlos-Systeme für Gitarre und Bass erweitert.
In den frühen 2000er Jahren entwickelte sich das Geschäft des Unternehmens rasant weiter, vor allem durch den Erfolg der roten, nierenförmigen „POD“-Gitarrenvorverstärker. Im Jahr 2007 gab es – sicherlich aus Gründen der Ausweitung des Sortiments – mit der Einführung von Röhrenverstärkern eine teilweise Abkehr von der rein digitalen Klangerzeugung.
Manche Line-6-Geräte können mehrere Verstärker gleichzeitig nachbilden (z. B. Vetta II und die POD-X3- sowie POD-HD-Serie) und ermöglichen damit das sogenannte Bi-amping, das z. B. von Stevie Ray Vaughan betrieben wurde.
Anfang 2014 wurde die Modelling-Verstärker-Reihe AMPLIFi vorgestellt. Die zentrale Neuerung ist, dass die Geräte per Bluetooth mit einem Smartphone oder Tablet (iOS oder Android) verbunden werden und die Klangeinstellungen (Presets) aus einer Online-Datenbank darüber direkt in den Verstärker übertragen werden können.

## Gitarrenmodelling
„Variax“-Instrumente sind digitale Modelling-Gitarren und -Bässe von Line 6. "Variax"-Instrumente können unterschiedlichste Instrumente klanglich überzeugend simulieren.
Das Material der Instrumente, die Bauformen sowie die Tonabnehmerbestückung einer Gitarre kann per Drehschalter direkt am Instrument ausgewählt werden. Auch die Tonhöhe jeder einzelner Saiten kann digital verändert werden: unterschiedliche Stimmungen der E-Gitarre sind innerhalb von Sekunden spielbar, ohne das Instrument mechanisch umstimmen zu müssen.
Im Jahr 2010 wurde die zweite Generation der "Variax"-Gitarren vorgestellt (kein Vertrieb von Bässen mehr). Die zweite Generation hat zusätzlich zum Modelling (Piezo-Tonabnehmer in der Brücke der E-Gitarre) auch traditionell im Gitarrenbau verwendete Tonabnehmer verbaut. Diese übernehmen die Tonabnahme von den Saiten, wenn die Batterie der Modelling Gitarre leer ist  (hält 12 Stunden Spielzeit), oder sie unterstützen den Modelling Sound zusätzlich (man kann Piezo- und normale Tonabnehmer stufenlos miteinander mischen). Ein virtuelles Capo transponiert die gespielten Akkorde bei Bedarf, dabei hat sich die Klangqualität des Modellings mit der Zeit stets fortentwickelt. Line 6 verkauft mit der Variax eine ernstzunehmende Alternative zum klassischen Instrument.
Besonders ist, dass Line-6-Verstärker und Variax-Gitarren regelmäßig durch Softwareupdates aktualisiert werden können und man unterschiedliche Klangeinstellungen im Internet herunterladen oder tauschen kann. Dazu stellt Line 6 seinen Benutzern eine Software (namens "Line 6 Monkey") zur Verfügung, die genau dies ermöglicht. Außerdem wird für einige Produkte die Möglichkeit geboten die Funktion der Geräte durch ein kostenpflichtiges Modelingpack zu erweitern oder ein kostenloses Update der Modellingsoftware zu installieren (DT-Amps, Pod HDs, Variax).

## Weitere Produkte von Line 6
Mittlerweile gehören auch Funkmikrofone, Gitarren-Sendeanlagen und PA-Anlagen zur Produktpalette.

## Prominente Nutzer
Künstler, die Line-6-Produkte einsetzen, sind z. B. James Hetfield von Metallica, Matthew Bellamy von Muse, Trent Reznor von Nine Inch Nails, oder The Edge von U2, oder auch die Gruppen Black Sabbath, Scissor Sisters, Esbjörn Svensson Trio und Tears for Fears.

## Übernahme durch Yamaha
2014 wurde Line 6 zu 100 % von der Yamaha Corporation übernommen.